# Steinguss

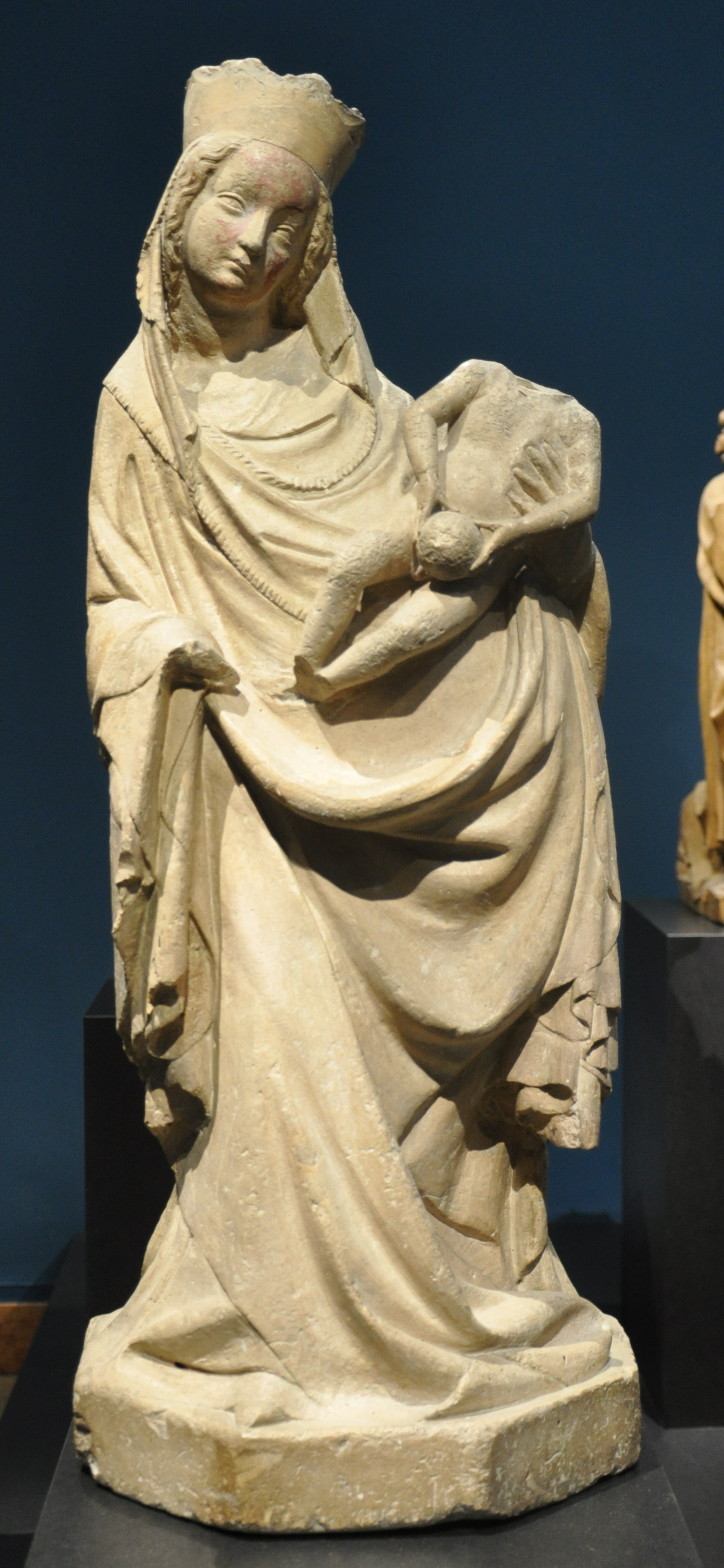
Muttergottes aus Steinguss mit geringen Spuren farbiger Fassung, Salzburg, um 1410–1420 (Museum Liebieghaus, Frankfurt am Main)

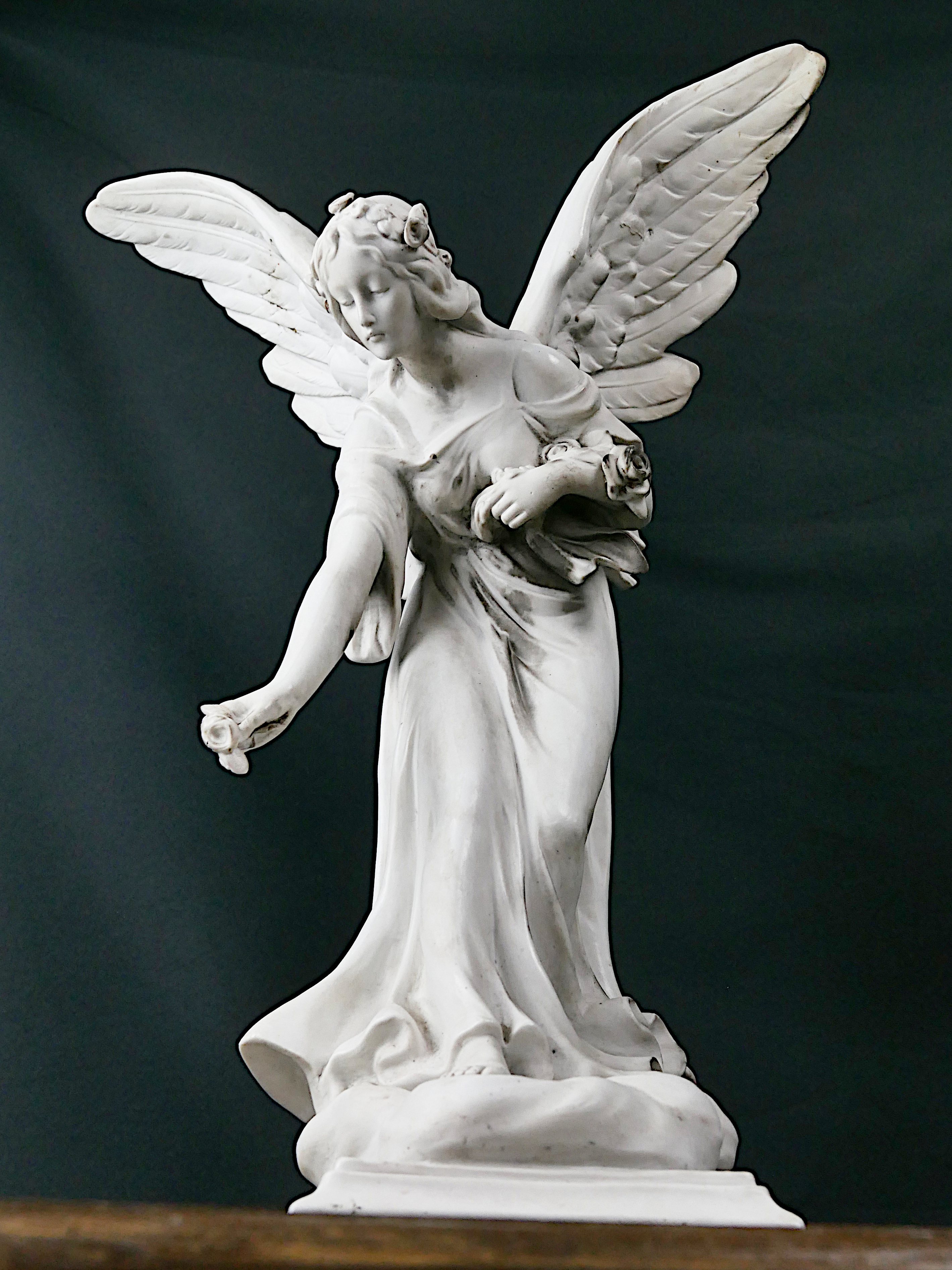
Friedhofsengel aus modernem Steinguss

Steinguss ist eine bildhauerische Gusstechnik.
Steinguss bedeutet zunächst, dass Zuschlagsstoffe mit Bindemittel und Wasser vermischt in eine Hohlform gefüllt werden und so nach dem Entformen eine plastische Arbeit aus künstlichem Stein entsteht. Dementsprechend vielgestaltig sind die Materialien, die mit dem Begriff Steinguss bezeichnet werden. So werden z. B. die großen, vollrunden Figuren des Mittelalters, die höchstwahrscheinlich in einer Art Stucktechnik aus Marmormehl und Kalk hergestellt wurden, als Steinguss bezeichnet.
Der moderne Steinguss benutzt als Bindemittel Zement und wird auch als Betonguss, Zementguss oder Kunststein bezeichnet. Der für den modernen Steinguss benötigte Portlandzement wurde erst 1835 entwickelt, und seit etwa 1910 gibt es künstlerische Arbeiten in dieser Technik, z. B. von Wilhelm Lehmbruck, Bernhard Heiliger, Toni Stadler, Hans Arp oder Claes Oldenburg.

## Technik des modernen Steingusses

### Material
Der moderne Steinguss besteht aus Zement, Wasser und Zuschlagsstoffen, das heißt Sand und Kies; bei Bedarf können Zusatzstoffe (z. B. Fließmittel, Erstarrungsverzögerer) und Pigmente zugesetzt werden.

### Methode
Steingüsse können entweder als Hohlguss oder als Vollguss ausgeführt werden. Hohlgüsse sind sowohl in Bezug auf Festigkeit als auch aus Gewichtsgründen einem Vollguss vorzuziehen.
Eine ein- oder mehrteilige Negativform, die üblicherweise zuvor von einem Tonmodell abgenommen wurde, wird isoliert und mit Beton geeigneter Konsistenz verfüllt. Dazu wird zunächst eine Trockenmischung aus Zement und den Zuschlagsstoffen hergestellt, der nach gleichmäßiger Durchmischung Wasser bis zu einem Wasserzementwert (w/z-Wert) von 0,6 (0,6 kg Wasser zu 1 kg Zement) zugegeben wird.
Der Aufbau eines Steingusses besteht meistens aus einer Fein- und Grobschicht. Zwei Verfahren bieten sich hierfür an: Die Verwendung von erdfeuchtem oder von weichem Beton. Erdfeuchter Beton lässt sich gerade noch mit der Hand ballen, weicher Beton verflüssigt sich während des Stampfvorganges. Die gleichmäßig durchfeuchtete Grobmischung wird in etwa 3 cm starken Schichten in die Form verfüllt und unter Stampfen oder Rütteln verdichtet. Die sorgfältige Verdichtung bestimmt maßgeblich die Qualität des Betons, d. h. seine Festigkeit und die Genauigkeit der Abformung.
Armierungen aus Baustahl können eingearbeitet werden. Nach Verfüllung des Betons muss der Guss mit feuchten Tüchern und Folien vor dem Austrocknen geschützt werden. Erst nach der vollständigen Reifung des Betons, die je nach Zementsorte frühestens nach 1 bis 7 Tagen eintritt, kann die Negativform entfernt werden. Zur Nachbearbeitung müssen die Gussnähte abgeschliffen, Löcher und Fehlstellen können ausgebessert werden.